# Tret'ja molodost'
Tret'ja molodost' (Третья молодость) è un film del 1928 diretto da Vladimir Georgievič Šmidtgof.